# Dallas Superstars
Dallas Superstars é uma dupla finlandesa de produtores musicais cujo gênero é a música eletrônica, mais especificamente o breakbeat, o big beat e o techno. Suas composições são rebuscadas, de batida forte, presente em clubes do mundo todo e nos clips da televisão, com sons visionários e futuristas. São relativamente desconhecidos fora do cenário eletrônico mundial e fora da Finlância. O maior sucesso da dupla foi o bem sucedido clássico Helium, com clipe e batidas inovadoras. 
Helium foi o primeiro single, lançado em 2002, chegando ao terceiro lugar da parada dance da Finlândia. A partir deste sucesso, eles lançaram "Fast Driving", "Ready To Go" e "I Feel Love" (uma versão cover da diva dos anos 70 e da era disco Donna Summer).

## Discografia

### Álbuns

#### Flash
Flash (lançado em 2004) foi o primeiro álbum de estúdio do Dallas Superstars. Lançado somente na Finlândia e na Suécia, que não emplacou no mercado internacional. 
Flash (2003)
1. Fast Driving (Radio Edit)
2. Crazy
3. In The Night
4. Ready To Go
5. Free (I Wanna Be)
6. I Feel Love (Radio Edit)
7. Only One
8. Helium (Album Edit)
9. Right Now
10. D.S.S.
11. Flash
12. Fast Driving (JS16 Remix)

#### Higher State
Em seguida, eles lançaram o álbum Higher State, que fora anunciado no site da dupla em setembro de 2005, cujo primeiro single foi "Fine Day", um remix de um grande sucesso dos anos 80 da banda Opus III. É um álbum duplo, contendo músicas em versão editada para rádio no primeiro disco e músicas em versões mais longas no segundo disco para DJs.
Este álbum mistura o cenário da club music, indo desde o house, trance com influências vindas do techno-boom do começo dos anos 90.
HIGHER STATE (2006)
CD1 (versões de rádio)
1. Higher
2. Ready to Rock
3. Fine Day
4. Like a Superstar
5. Subliminal
6. I Just Feel Like
7. Love Me
8. Fiesta Loca
9. Stringer
10. The Future

Clips:
1. Fine Day
2. Helium
3. Fast Driving
4. I Feel Love
5. Crazy

	CD2 (versões longas para DJs)
1. Higher
2. Ready to Rock
3. Fine Day
4. Like a Superstar
5. Subliminal
6. I Just Feel Like
7. Love Me
8. Fiesta Loca

#### Live
O álbum Dallas Superstars é um álbum ao vivo, com material gravado nas apresentações da dupla em clubes e raves. 

#### Singles
Fine Day
(Lançado originalmente em 2006)
1. Radio Edit
2. Long Version
3. Komytea Remix
4. Hoxton Whores Remix

Crazy
(Lançado originalmente em 2004)
1. Crazy (Radio Edit)
2. Crazy (Extended Version)
3. Crazy (Arrants Remix)
4. Crazy (Bostik Remix)
5. Crazy video

Ready to Go promo CD
(Lançado originalmente em 2004)
1. Ready to Go (Radio Edit)
2. Ready to Go (Long Version)
3. Ready to Go (Bostik Remix)
4. Ready to Go (Arrants Remix)

I Feel Love
(Lançado originalmente em 2003)
1. I Feel Love (Radio Version)
2. I Feel Love (Extended version)
3. I Feel Love (Filterheadz Remix)
4. I Feel Love (JS 16 Remix)

I Feel Love 12"
A1 I Feel Love (Radio Version)
A2 I Feel Love (Extended version)
B1 I Feel Love (Filterheadz Remix)
Fast Driving CD single
(Lançado originalmente em 2003)
1. Fast Driving (Radio Edit)
2. Fast Driving (Original Version)
3. Fast Driving (JS16 Remix)
4. Fast Driving (Antiloop Short M.O.N.S.T.E.R. Remix)
5. Fast Driving video

Fast Driving 12"
(original release 2003)
A1 Fast Driving (Original Version)
A2 Fast Driving (JS16 Remix)
B1 Fast Driving (Antiloop Long M.O.N.S.T.E.R. Remix)
Helium CD single
(oLançado originalmente em 2002)
1. Helium (Radio Edit)
2. Helium (Original)
3. Helium (JS16 Energy Remix)

Helium 12"
A1 Helium (Original Mix)
B1 Helium (Kenny Hayes Tribal Dub)

### Remixes
- Disco Science - Exiter (Dallas Superstars Remix
- DJ Slow - Im over you pablo (Dallas Superstars Remix)
- Modulation - Sky (Dallas Superstars Remix)
- Beatpusher - RHT (Dallas Superstars Remix)
- Michael Woods & Judge Jules - So Special (Dallas Superstars Remix)
- Pate No.1 Featuring Colinda - Always (Dallas Superstars Remix)
- Way Out West - Killa (DJ Orkidea vs Dallas Superstars Remix)
- Miika Kuisma & Kenjido Okiru - Basscore (Dallas Superstars Techcore Remix)
- Sunblock - I ll Be Ready (Dallas Superstars Remix)
- DJ TAB - Unforgiven (Dallas Superstars Remix)
- Sunblock - First Time (Dallas Superstars Remix)
- Accu - Nightfreak (Dallas Superstars Remix) 